# السويد خلال الحرب العالمية الأولى

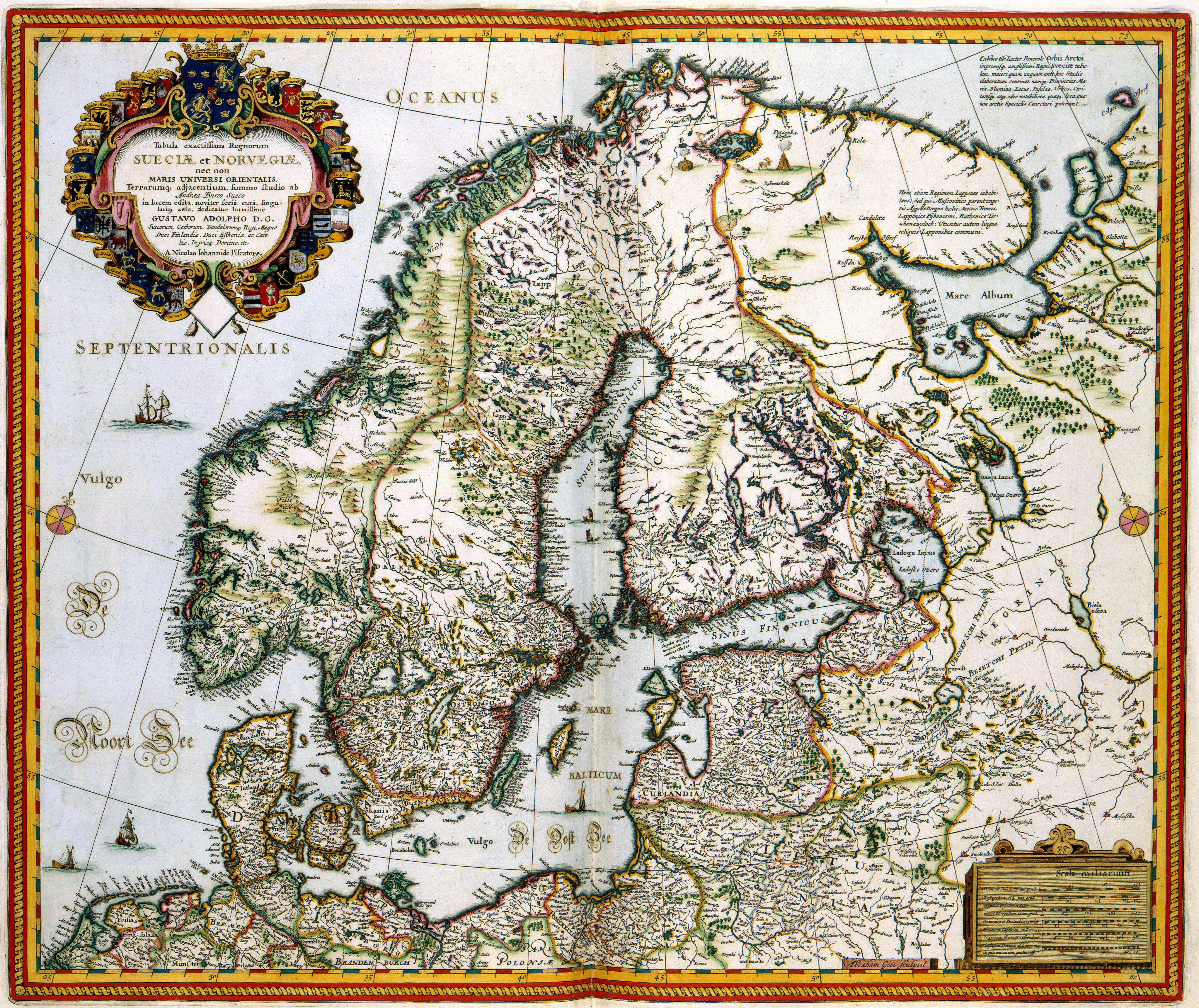

بقيت السويد، بعد سياستها الطويلة من الحياد منذ حروب نابليون، محايدة طوال الحرب العالمية الأولى بين 28 يوليو 1914 و11 نوفمبر 1918. ومع ذلك، لم تستطع السويد الحفاظ على هذا الحياد بسهولة، وقد تعاطفت في أوقات عدة مع أطراف مختلفة في النزاع.
لم تدخل السويد الحرب في الجانب الألماني عامي 1914-1915 على الرغم من المشاعر القوية الموالية لألمانيا لدى النبلاء السويديين وفي الأوساط السياسية السويدية. بدلًا من ذلك، حافظت السويد على الحياد المسلح واستمرت في التجارة مع كل من دول الوفاق الثلاثي ودول المركز. أدت التجارة السويدية مع ألمانيا، خاصة في خام الحديد، في النهاية إلى انخفاض كبير في صادرات المواد الغذائية إلى السويد، على الأخص بعد دخول أمريكا الحرب عام 1917. تسبب نقص الغذاء الناتج عن ذلك، والاضطرابات العامة التي أخذت شكل مسيرات للجوعى وأعمال شغب، في سقوط الحكومة المحافظة في السويد، والتي استُبدلت في النهاية بحكومة اشتراكية ديمقراطية، مما أدى إلى الدخول بعصر الإصلاح السياسي في السويد.
تدخلت السويد عسكريًا في جزر أولاند بعد انخراط روسيا في حرب أهلية وتحقيق الاستقلال الفنلندي عام 1918، واحتلت لفترة وجيزة الجزر التي سعت السويد منذ فترة طويلة إلى الحصول عليها، والتي كان فيها عدد كبير من السكان السويديين الذين دعموا ضم السويد، والتي طالبت فنلندا بها أيضًا. لكن السويد انسحبت في نهاية المطاف بعد قيام احتجاجات فنلندية. شاركت أعداد كبيرة من السويديين أيضًا كمتطوعين في الحرب الأهلية الفنلندية، حيث لعبت الفرقة السويدية المؤلفة من 350 فردًا دورًا في معركة تامبيري الحاسمة.
في نهاية الحرب، لم تكن السويد ضمن الدول الموقعة على معاهدة فرساي التي أوصلت النزاع إلى نهايته، لكنها انضمت إلى عصبة الأمم التي تشكلت نتيجةً للمعاهدة، وبالتالي كانت ملزمة بتقييد إعادة التسليح الألماني. رغم ذلك، قدمت الشركات السويدية المساعدة لنظرائها الألمان، والتي ساعدتهم على تجنب قيود المعاهدة.

## الفترة التي تسبق الحرب مباشرةً

### التعاطف الألماني
خلال السنوات الأولى من القرن العشرين، كان يُعتقد أن الملك السويدي، غوستاف الخامس، والجيش السويدي متعاطفان مع الألمان بسبب الروابط الثقافية والخوف المشترك من روسيا الإمبراطورية. في حين كان الملك غوستاف متزوجًا من ألمانية (حفيدة القيصر فيلهلم الأول)، كان معروفًا أن مارشال مملكة السويد، لودفيغ دوغلاس، مؤيد قوي للتحالف مع ألمانيا. في نوفمبر 1910، التقت هيئات الأركان العامة في ألمانيا والسويد سرًا لمناقشة هجوم مشترك على سان بطرسبرغ، رغم أن هذا الاجتماع انتهى دون التوصل إلى اتفاق مُلزم.
في ذات الوقت الذي تعاطف فيه البلاط الملكي السويدي مع ألمانيا، كان عددٌ من السياسيين الديمقراطيين الاشتراكيين في السويد يميلون أيضًا إلى ألمانيا. يعود سبب هذا إلى نظرتهم الإيجابية نحو نظام الأمن الاجتماعي الألماني والإنجازات الصناعية والعلمية. كان أوتو جارت وينغفي لارسون من بين صفوف الاشتراكيين الديمقراطيين البارزين الذين دعموا ألمانيا، وطُرد كلاهما من الحزب الاشتراكي الديمقراطي السويدي عام 1915 لإسهامهما في كتاب دعا إلى «الوقوف بشجاعة في صف الجانب الألماني».

### أزمة إعادة التسليح
كان إعادة التسليح مصدر قلق خاص في السويد بسبب التوترات المتزايدة في أوروبا. عندما اقترحت حكومة كارل ستاف تخفيض الإنفاق العسكري وإلغاء نظام سفن الدفاع الساحلية التي أصبحت تُعرف فيما بعد بسفن الدفاع الساحلية من طراز سفيرج، سار أكثر من 30,000 مزارع سويدي إلى ستوكهولم للاحتجاج فيما عُرف باسم مسيرة دعم تسليح الفلاحين. ردًا على ذلك، ألقى الملك غوستاف خطابًا كتبه المؤيد المتحمس للألمان سفين هيدين في فناء القصر الملكي في ستوكهولم طالب فيه بزيادة الإنفاق العسكري.
أثار «خطاب فناء القصر» الذي ألقاه غوستاف أزمة دستورية في السويد (سُميت «أزمة فناء القصر») بسبب تدخل الملك في إدارة الدولة، في حين أن النظام البرلماني يعني استبعاد الملك من السياسة الحزبية. استقالت حكومة كارل ستاف واستُعيض عنها بالحكومة المحافظة لجلمار هامرشولد عندما رفض الملك غوستاف التخفيف من حدة خطاباته حول موضوع الإنفاق للدفاع عن البلاد.

## التأهب العسكري السويدي خلال الحرب

### الجيش
لم تتجاوز القوة النشطة للجيش السويدي أكثر من 13,000 رجل خلال كامل فترة الحرب، حتى بعد مضاعفة القوة المطلوبة في مشروع جيش هامرشولد لعام 1914 للبنى الاحتياطية من ست فرق مشاة إلى 12 فرقة بالإضافة إلى فرقة فرسان. مع استمرار الحرب وتراجع خطر الغزو، انخفض عدد الرجال النشطين القابلين للنشر بحلول عام 1918 إلى 2,000.

### البحرية
دخلت السويد القرن العشرين بواحدة من أقوى القوات البحرية خارج الدول العظمى، التي تضم 13 سفينة حربية كبرى. بحلول عام 1914، حصلت على سفينة حربية صغيرة إضافية لزرع الألغام (أتش إس دبليو إم إس كلاس فيلمنغ)، بالإضافة إلى 8 مدمرات و10 غواصات. ومع ذلك، كانت السويد تفتقر إلى أي سفينة حربية حقيقية من نوع المدرعة البحرية، ومن بين السفن الحربية الثلاث التي طُلبت من نوع دريدنوت، ولم تكمل سوى سفينة واحدة من طراز سفيرج قبل نهاية الحرب (وهي أتش إس دبليو إم إس سفيرج التي أُطلقت عام 1915 وأصبحت جاهزة للخدمة عام 1917).

### القوة الجوية
بدأ السويديون الحرب بعدد قليل نسبيًا من الطائرات في الخدمة العسكرية، مع تشكيل سُرب الاستطلاع في كل من الجيش والبحرية. شُكلت مجموعة البحرية السويدية في الأصل عام 1911، حين أُهديت طائرة أحادية السطح واحدة من طراز بليرويت إلى البحرية. في عام 1913، أُسس فيلق خاص بطيران البحرية تحت اسم «مايرينينز فلايغفاسيندي» في ستوكهولم، والذي توسع بحلول عام 1914 ليشمل، بالإضافة إلى بليرويت، اثنتين من طائرات هينري فارمانز ودونيت ليفيك، وهي تقع جميعها في أوسكار فريدريكسبورغ.